# Abu Ubajd al-Bakri
Abu Ubajd Abdalláh ibn Abd al-Azíz al-Bakri (arab betűkkel: أبو عبيد عبدالله بن عبد العزيز البكري, tudományos átiratban: Abū ʿUbayd ʿAbd Allāh ibn ʿAbd al-ʿAzīz al-Bakrī, 1014 – 1094), vagy egyszerűen Al-Bakri (arab betűkkel: البكري) mór, vagyis andalúziai arab történetíró és földrajztudós volt. Nevét viseli a Hold egyik krátere.

## Élete
1014-ben született a mai Spanyolország területén található Huelvában, családja a bakr törzstől származtatta magát. Apja a rövid ideig független Huelvai Fejedelmség szuverén uralkodója volt, de amikor al-Mutadid abbászida kalifa lemondatta őt, akkor al-Bakri élete is megváltozott.
Córdobába ment, ahol földrajzot (mestere: al-Udzri) és történetírást (mestere: Ibn Hajján) tanult. Egész életét Andalúziában töltötte, sohasem járt azokon a vidékeken, amelyekről beszámolóit írta.

## Munkássága
Al-Bakri művei főleg Európáról, Észak-Afrikáról és az Arab-félszigetről szólnak, de írt a magyarokról is. Csak két munkája maradt meg az utókor számára.  A kevésbé ismert műve (Mudzsám má isztadzsám) az Arab-félsziget helyneveit tartalmazza, hozzáfűzött magyarázatokkal a terület földrajzáról.
Az ismertebb Kitáb al-maszálik va-l-mamálik („Az utak és országok könyve”) címet visel. Ezt al-Bakri 1068-ban írta a kereskedők és utazók beszámolóit felhasználva, például Muhammad ibn Juszuf al-Varrákét (904-973) vagy Abraham ben Jakobét (Ibráhím ibn Jaakúb). Al-Bakri ezen munkája Nyugat-Afrika történelmének fontos forrása, hiszen információkkal szolgál a Ghánai Birodalomról, a Szaharát átszelő karavánutakról és az Almorávida dinasztiáról. Habár a Muhammad ibn Juszuf al-Varrák feljegyzéseiből nyert adatok a X. századból valók, al-Bakri ezeket kibővítette az ő korában keletkezett beszámolókkal. A mű töredékesen maradt ránk.
Al-Bakri műveit viszonylagos tárgyilagosság jellemzi. Ha beszámolt egy területről, éppúgy leírta az ott élő embereket és szokásaikat, mint a vidék földrajzi és időjárási viszonyait és a nagyobb településeket, valamint különböző anekdotákat is lejegyzett. Forrásait általában megadta, ezért műve becses kultúr- és tudománytörténeti hagyaték is.
Al-Bakri a magyarokról „Az utak és országok könyve” IX. töredékében emlékszik meg: „Ők egy olyan nép, melynek sátrai és jurtái vannak, s az esőzéseket s a füves helyeket követik...” A leírás és a töredék nagy része Dzsajháni elveszett, hasonló című könyvének megfelelő fejezetét követi, azonban Ibn Ruszta, Gardízi párhuzamos átirataiból ítélve al-Bakri a magyarokról szóló eredeti tudósításnak csak első felét vette át. Ezután, minthogy a magyarok keleti határánál húzódó hegységet tévedésből a Kaukázussal azonosította, a kazárok leírásából emelt át egy részletet. A töredék végén a Kárpát-medencei magyarokról külön is ír al-Unkalus néven, ezt a leírását a XV. századi Ibn Abd al-Munim al-Himjari átvette és kibővítette. Abu l-Fidá szintén közli al-Bakri eme töredéke tartalmának nagy részét.